# چاه چوچو
چاه چوچو یک منطقهٔ مسکونی در ایران است که در دهستان نه واقع شده‌است.